# Agua Fría Nazareno
Agua Fría Nazareno är en ort i Mexiko.   Den ligger i kommunen Playa Vicente och delstaten Veracruz, i den sydöstra delen av landet, 400 km sydost om huvudstaden Mexico City. Agua Fría Nazareno ligger 108 meter över havet och antalet invånare är 102.
Terrängen runt Agua Fría Nazareno är huvudsakligen platt. Agua Fría Nazareno ligger uppe på en höjd. Runt Agua Fría Nazareno är det mycket glesbefolkat, med 4 invånare per kvadratkilometer. Närmaste större samhälle är Abasolo del Valle, 17,6 km norr om Agua Fría Nazareno. Omgivningarna runt Agua Fría Nazareno är en mosaik av jordbruksmark och naturlig växtlighet.